# Bastudalens naturreservat
Bastudalens naturreservat ligger i Oviksfjällen. Dromskåran som är en isälvskanjon av sadelskåretyp är det mest framträdande i reservatet. Den är ca 800 meter lång, 150 meter bred och 50 meter djup.
Den bildades när vattnet från issjön bröt igen det relativt tunna bergspasset mellan Drommen och Falkfångarberget och gröpte ur det. Det finns också andra kvartärgeologiska spår sedan istiden som till exempel strandlinjer, slukåsar, skvalrännor och terrassbildningar. Dessutom finns det ett vattendelta uppe vid Höglerkardalen. En del av reservatet norr om storån fungerar som en buffert mot turistområdet Bydalen.

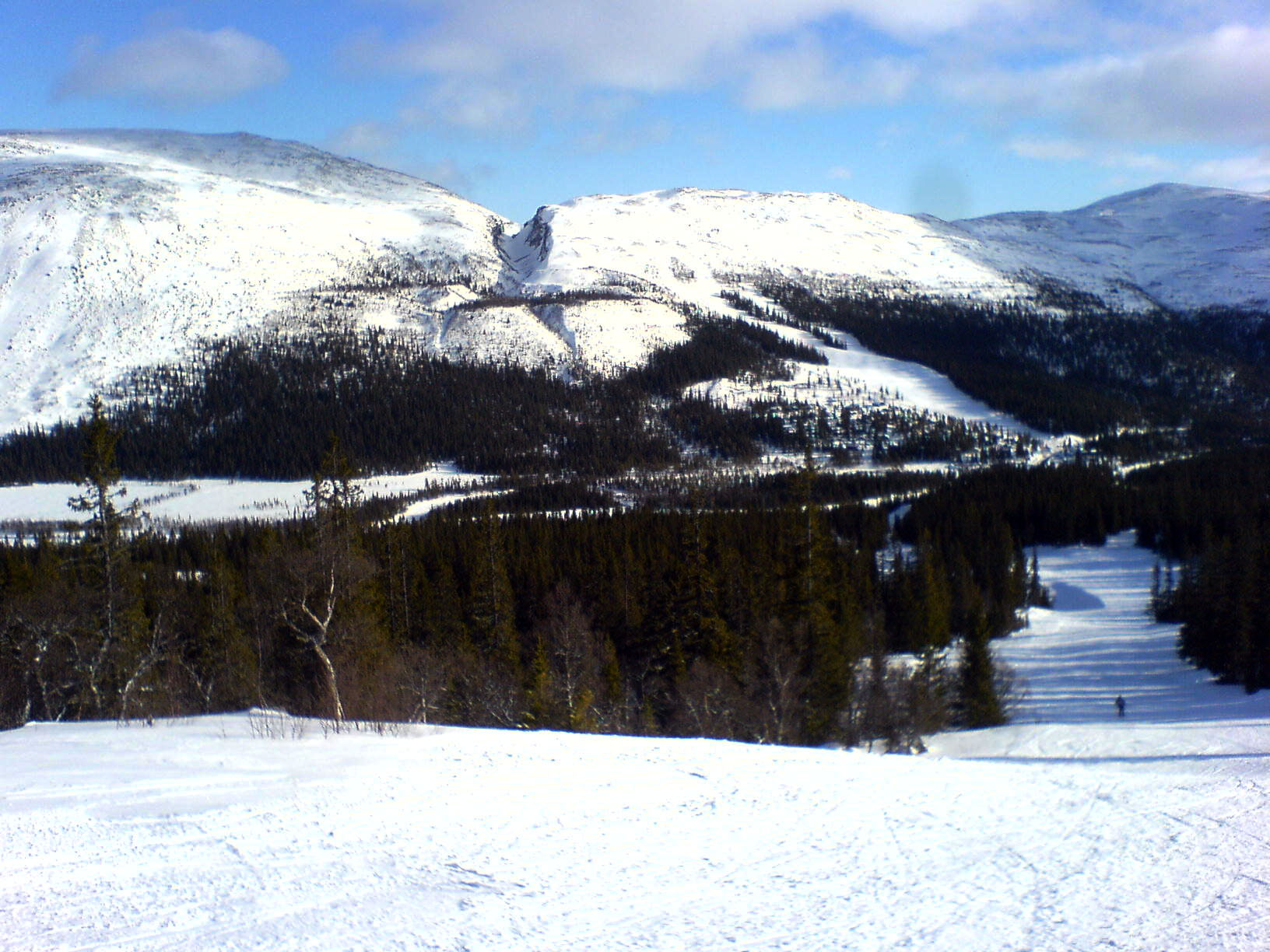
Bastudalens naturreservat på andra sidan dalen.

## Fäbodvallar
Inom reservatet har det funnits tre fäbodvallar, Dromhövallen, Bastudalen och Rönnåsen. Av dem finns bara Dromhövallen kvar.

## Fauna
Inom reservatet återfinns det bland annat tornfalk, fjällvråk, gök, blåhake, bergfink och ringtrast.